# Mölltorp
Mölltorp ist ein Ort (tätort) in der schwedischen Gemeinde Karlsborg etwa acht Kilometer südwestlich des Ortes Karlsborg. Er liegt in der historischen Provinz Västergötland und der Provinz Västra Götalands län.
Mölltorp liegt am Ufer des Sees Kyrksjön. Kulturhistorisch interessant ist die mittelalterliche Kirche von Mölltorp.

## Verkehr
Eine Eisenbahnverbindung von Skövde nach Karlsborg bestand seit dem 27. Juli 1876 mit der etwa 43 km langen Karlsborgbana. Mölltorp hatte an dieser Strecke einen Bahnhof. Die Elektrifizierung der eingleisigen Strecke erfolgte 1937 statt. Die Gleise sind noch vorhanden.
Der Personenverkehr wurde 1986 eingestellt und der Güterverkehr Ende der 1990er Jahre. Trafikverket plant, die Strecke (Bandel 541) zwischen Karlsborg und Skövde abzureißen.
Der Abschnitt Tibro–Karlsborg wurde 2010 offiziell stillgelegt und der Abschnitt Skövde–Tibro folgte Ende 2018. Seit 2010 ist die Strecke ohne Unterhalt und befindet sich in einem schlechten Zustand. Danach ist geplant, das gesamte Gelände zu verkaufen, das dann für Fußgänger- und Radwege sowie lokale Straßen genutzt werden kann. Der Abriss soll 2022 beginnen und 2023 abgeschlossen sein.

## Söhne und Töchter der Stadt
- Harald Bergström (1908–2001), schwedischer Mathematiker

## Quelle
1. 1 2  Statistiska centralbyrån: Landareal per tätort, folkmängd och invånare per kvadratkilometer. Vart femte år 1960 - 2015 (Datenbankabfrage)
2. ↑  Rivning av Karlsborgsbanan, bandel 541. In: trafikverket.se. Abgerufen am 8. August 2020 (schwedisch).